# Cercle de glace

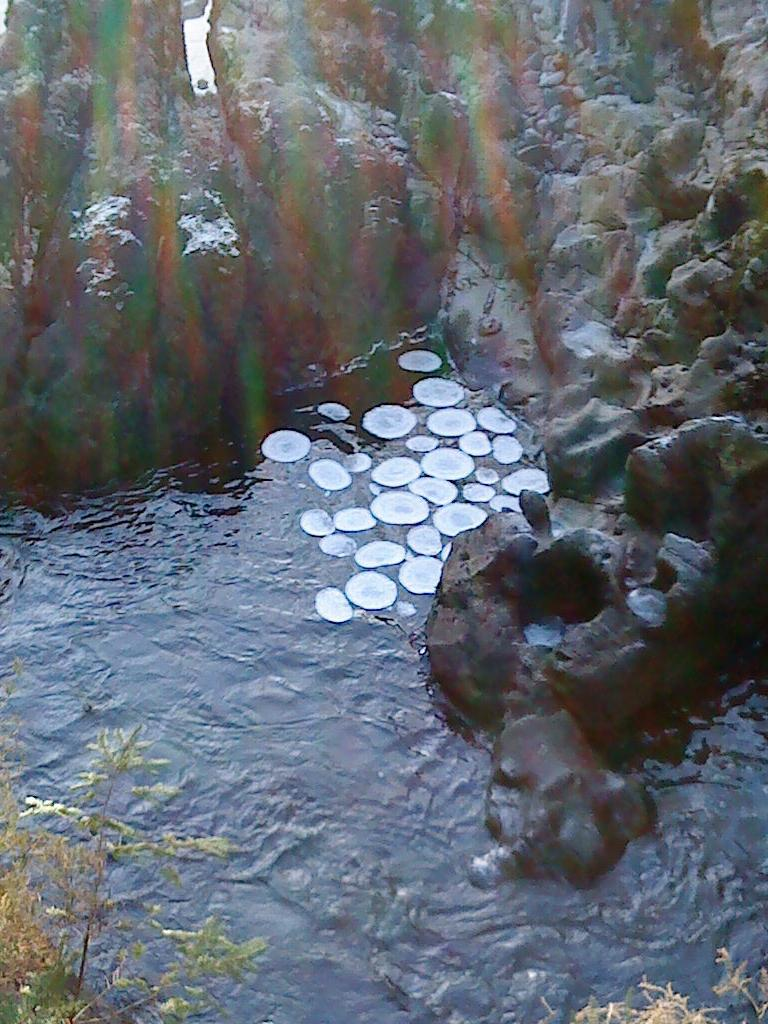
Cercles de glace sur la. Le plus grand d'entre eux fait environ 30 centimètres de diamètre.

Un cercle ou disque de glace est un phénomène naturel relativement rare qui se produit sur des cours d'eau froids se déplaçant à de faibles vitesses. Ils sont formés d'une mince couche de glace en rotation lente sur le cours d'eau. Principalement observés en Scandinavie et en Amérique du Nord, ils peuvent parfois faire plusieurs mètres de diamètre,,. Leur formation serait liée aux remous.
L'une des premières observations recensées de cercles de glace, effectuée sur la rivière Mianus (en), a été publiée dans une édition de 1895 de Scientific American. Ces disques de glace ne sont pas du même type que les cercles de glace observés à la surface du lac Baïkal et faisant quelques kilomètres de diamètre.

## Formation
Les disques de glace se forment généralement dans les méandres d'une rivière où l'accélération de l'eau brise une partie de la glace et l'entraîne dans un mouvement de rotation. Au fur et à mesure que la glace tourne, ses côtés sont érodés pour donner, à la longue, une forme de disque. 